# Firearms
 (juin 2017).
Si vous disposez d'ouvrages ou d'articles de référence ou si vous connaissez des sites web de qualité traitant du thème abordé ici, merci de compléter l'article en donnant les références utiles à sa vérifiabilité et en les liant à la section « Notes et références ».
FireArms ( FA ) est un mod multijoueurs du jeu Half-Life. Il n'offre donc pas de campagne solo mais un mod multijoueur axé sur le stratégique, sur l'utilisation du terrain et des ressources de chaque équipier donc sur un esprit d'équipe indispensable.
Si l'on voulait le cadrer historiquement, à la différence de Day of Defeat ou de Natural Selection par exemple qui sont des mods se passant respectivement pendant la Seconde Guerre mondiale et dans le futur, le mod evoque vaguement, comme la plupart, une époque contemporaine : les armes sont un exemple d'indices qui tendent en tout cas à le penser.
Ces armes justement car c'est le titre du mod et l'aspect le plus différenciateur de FA en général : il y en a une vingtaine. Il faut les acheter avec des crédits : ces crédits ne se gagnent pas, ils sont à nombre fixe et l'enjeu consiste à intelligemment les utiliser selon ses compétences que l'on attribuera ensuite à son personnage (viser mieux, courir plus vite, recharger plus vite, savoir faire telle ou telle chose... ), selon ses propres compétences : vitesse de la connexion, aptitude a viser correctement, etc. ou tout simplement l'usage qu'on veut en faire.
À noter qu'il existe également une version plus récente, Firearms: Source. Avec les propriétés du moteur Source.